# Riversul
Riversul est une municipalité brésilienne de l'État de São Paulo.